# Condado de Ramsey (Dakota do Norte)
O Condado de Ramsey é um dos 53 condados do Estado americano da Dakota do Norte. A sede do condado é Devils Lake, e sua maior cidade é Devils Lake. O condado possui uma área de 3 369 km² (dos quais 301 km² estão cobertos por água), uma população de 12 066 habitantes, e uma densidade populacional de 4 hab/km² (segundo o censo nacional de 2000).